# Jorge Sedano González
Jorge Sedano González (Bolívar, 2 de octubre de 1933) es un abogado y político colombiano.

## Biografía
Nació en Bolívar (Santander). Hijo de Leovigildo Sedano y Ana Rosa González. Vivió en San Gil y terminó su bachillerato en el Colegio Académico de Cartago (Valle del Cauca) en 1954. Egresado de la Universidad Nacional de Colombia, master en criminología en la Universidad de Cambridge en Inglaterra. Fue juez en Socorro y Vélez, Gobernador de Santander de 1983-84, representante a la Cámara, Senador y Secretario General del Partido Conservador Colombiano. 
Entre sus más recientes publicaciones se encuentra: El legado Griego: o la democracia como opción de Occidente, libro publicado por la Universidad Sergio Arboleda en 2023 en Bogotá, Colombia. 